# USS 새러토가 (CV-60)

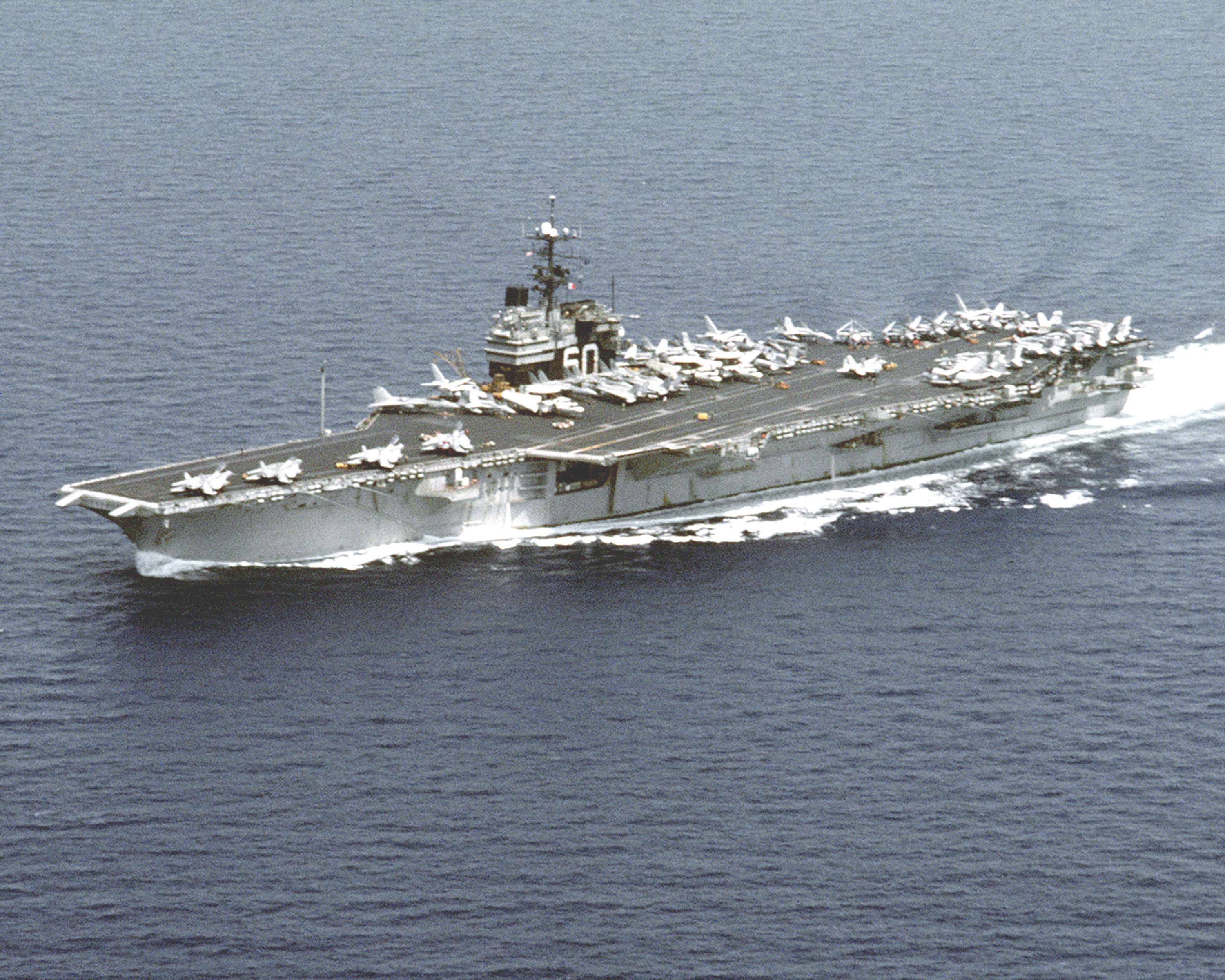
1992년 퇴역 직전의 사라토가호. F-14 톰캣, F/A-18 호넷이 주력 함재기였다.

USS 사라토가 (CV-60)는 미국 포레스탈급 항공모함의 2번함이다.

## 역사
사라토가는 뉴욕 근처의 마을이다. 미국 독립 전쟁 당시 사라토가 전투로 유명하다.

### 월남전
1972년 4월 11일, 사라토가호는 메이포트에서 필리핀 수빅만으로 항해했다. 최초로 서태평양에 배치되었다. 5월 8일 수빅만에 도착하여, 베트남으로 출항했다.
첫번째 월남전 파병 기간 동안, 사라토가는 4대의 비행기, 3명의 조종사를 잃었다. 6월 21일, F-4 팬텀 전투기 2대가 북베트남 상공의 미그-21 전투기 3대를 공격했다. 팬텀은 지대공 미사일 4발을 회피하면서 미그-21 1대를 격추했다.
두번째 기간에서는 F-4 한 대를 잃었다. 조종사와 항법사가 실종되었다. 이 때에는 총 708 소티를 출격했다.

## 슈퍼캐리어
재래식 추진인 포레스탈급 항공모함은 세계 최초이자 미국 최초의 슈퍼캐리어(대형항공모함)이다. 슈퍼캐리어는 공식 분류의 명칭은 아니고, 1938년 뉴욕 타임즈에서 쓰기 시작한 표현이다. 뉴욕 타임즈는 당시 HMS 아크 로열 (R09) 영국 항모에 대해 슈퍼캐리어라고 불렀다. 길이 245 m, 만재배수량 43060톤이었다. 오늘날에는 만재배수량 65000-85000톤, 길이 280-320 m 정도를 슈퍼캐리어라고 부른다. 오늘날에는 전투기 40대를 탑재하는 만재배수량 4만톤인 항모는 중형항모라고 부른다.
2012년 중국 해군 랴오닝호가 취역했다. 재래식 추진의 중국 최초의 슈퍼캐리어라고 볼 수 있다. 길이 300 m, 만재배수량 67000톤이다.

## 증기식 캐터펄트
2019년 현재에도 증기식 캐터펄트 기술은 미국만 보유하고 있다. 이 기술이 처음 사용된 항공모함이 포레스탈급 항공모함이다. 증기식 캐터펄트 기술이 없는 러시아, 영국 등은 스키점프대 방식으로 함재기를 이륙시키는데, 최대 중량이 30톤으로 제한된다. 포레스탈급은 증기식 캐터펄트를 채택해서 32톤의 F-14 톰캣 전투기를 주력 함재기로 사용할 수 있다.
2017년 최신형 USS 제럴드 R. 포드 (CVN-78) 항공모함이 취역했다. 세계 최초, 미국 최초로 전기식 캐터펄트를 사용하는데, 잦은 고장이 문제되어, 2019년 트럼프 대통령은 앞으로 65년 동안 고장 없이 잘 사용한 증기식 캐터펄트만 사용할 것이라고 말했다.

## 함재기
1990년대에 함재기 90대를 탑재했다.

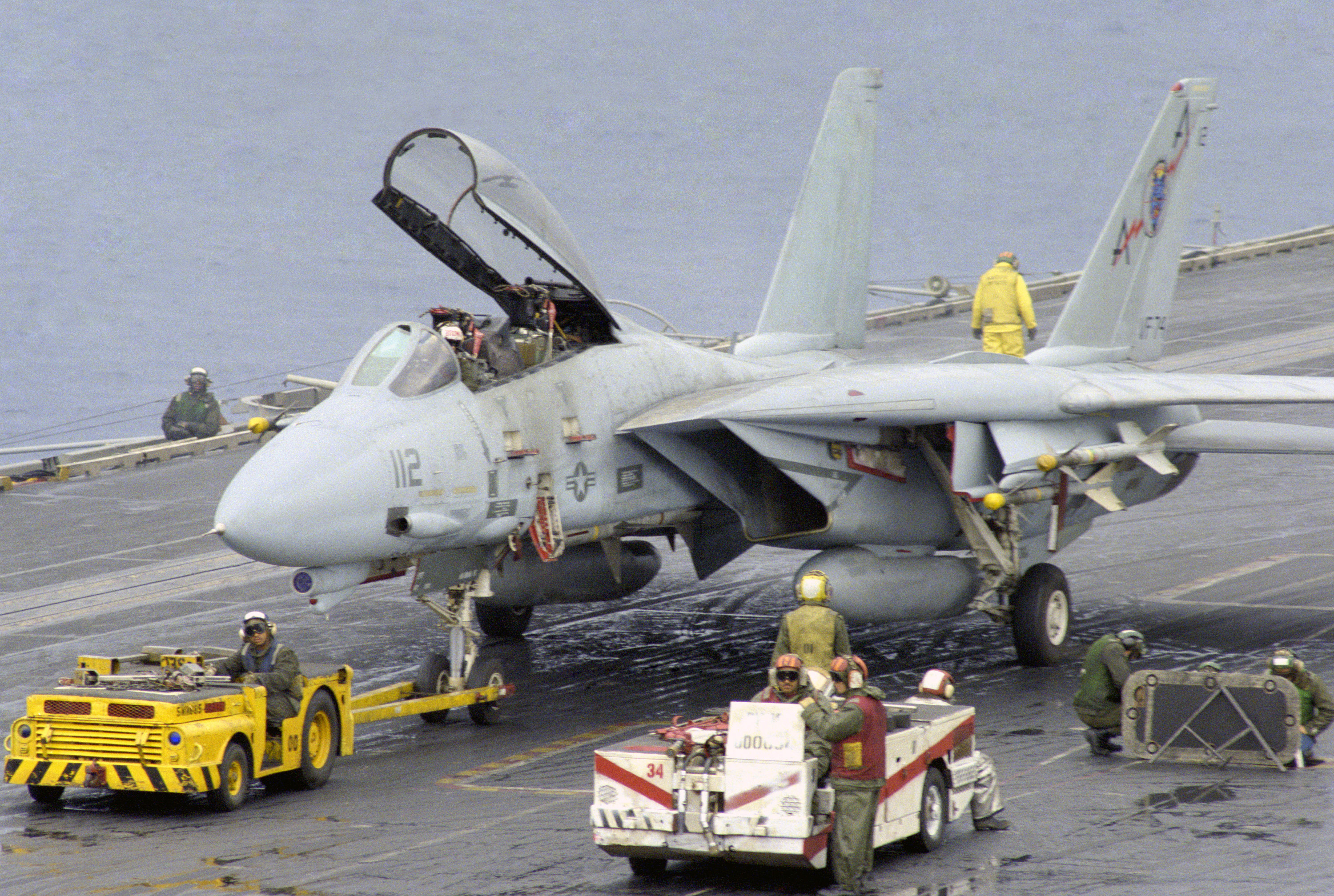
1986년 사라토가호 VF-74 비행대대의 F-14A 톰캣 전투기

- 24 x F-14 톰캣 전투기 (최대이륙중량 MTOW 32.8톤)
- 24 x F/A-18 호넷 전투기 (MTOW 23.54톤)
- 10 x A-6E 인트루더 공격기 (MTOW 27.39톤)
- 6 x EA-6B 프라울러 전자전기 (MTOW 27.9톤)
- 4 x E-2C 호크아이 조기경보기 (MTOW 23.39톤)
- 8 x S-3 바이킹 대잠전기 (MTOW 23.81톤)
- 6 x ES-3A 쉐도우 전자전기 (MTOW 23.81톤)
- 2 x C-2A 그레이하운드 수송기 (MTOW 24.65톤)
- 4 x SH-60F 시호크 대잠전 헬기
- 2 x HH-60 페이브호크 탐색구조 헬기

## 비행대대
사라토가호의 비행대대(Squadron)는 1년에서 3년 주기로 순환배치되어 구성이 바뀐다. 대대장은 소령이나 중령이다.
1994년 퇴역 당시 사라토가호 비행대대 구성
- VF-103 - F-14 톰캣 전투기
- VA-81 - F/A-18 호넷 전투기
- VA-83 - F/A-18 호넷 전투기
- VA-35 - A-6E 인트루더 공격기
- VAQ-132 - EA-6B 프라울러 전자전기
- VAW-125 - E-2C 호크아이 조기경보기
- VS-30 - S-3 바이킹 대잠전기
- HS-15 - SH-60F 시호크 대잠헬기